# 華東電力大樓
華東電力大樓是位於中華人民共和國上海市黃浦區南京東路201号的一幢建築，高度為101.3米，地上24层、地下1层，始建於1988年，由华东建筑设计院负责设计，是中華人民共和國建國以來南京東路上建成的第一幢高层建筑，之後一段時期該建築歸屬国家电网所有，作為辦公樓使用。2018年8月，該建築轉移給萬豪國際旗下的上海艾迪遜酒店使用。該建築获得过新中国成立60周年中国建筑学会建筑创作大奖以及上海1949－1989十佳优秀建筑。

## 外部連結
- 官方网站